# Hemp for Victory
Hemp for Victory ist ein vierzehnminütiger US-amerikanischer Dokumentarfilm, der 1942 im Auftrag des Landwirtschaftsministeriums der Vereinigten Staaten gedreht wurde. Er sollte die Bauern zum Anbau von Nutzhanf bewegen, für den während des Zweiten Weltkriegs beim amerikanischen Militär ein erhöhter Bedarf bestand, dessen Anbau allerdings seit 1937 verboten war.

## Geschichte
Während des Zweiten Weltkriegs wurden wichtige Hanfanbaugebiete von den Japanern kontrolliert. Die amerikanischen Streitkräfte brauchten den Hanf vor allem zur Herstellung von Tauen für die US Navy. Um den Bedarf zu decken, startete das Landwirtschaftsministerium 1942 eine Kampagne, um zu erreichen, dass von amerikanischen Bauern insgesamt 1200 km2 Hanf angebaut würden. Im Zuge dieser Kampagne wurde der Film „Hemp for Victory“, zu deutsch „Hanf für den Sieg“, gedreht.
In den 1980ern begann der Film unter Hanfaktivisten zu kursieren.

## Inhalt
Der Film zeigt zu Beginn eine allgemeine Geschichte von Hanfanbau und Hanfprodukten. Danach wird anhand von Beispielen aus Kentucky und Wisconsin gezeigt, wie Hanf angebaut wird, wie es zu Seilen, Stricken, Kleidern und Tauwerk verarbeitet wird und wo es nachher verwendet wird.